# Sociedade Brasileira de Matemática Aplicada e Computacional
La Sociedad Brasileña de Matemática Aplicada y Computacional O SBMAC (Sociedade Brasileira de Matemática Aplicada e Computacional) fue creada el 1 de noviembre de 1978 en el Primer Simposio Nacional sobre numérica, que se celebró en las instalaciones del Instituto de Ciencias Exactas, Universidad Federal de Minas Gerais, en Belo Horizonte, Minas Gerais.
En ese momento también fue nombrado al Comité Organizador a cargo de lidiar con los procedimientos administrativos para la instalación y operación de la Compañía, así como la preparación del diseño preliminar del Estatuto.
- Datos: Q2017416